# إرنست ليونارد ليندلوف
إرنست ليونارد ليندلوف (بالسويدية: Ernst Leonard Lindelöf)‏ هو عالم رياضيات فنلندي.

## أعماله
== انظر أيضا ==،،،
- فضاء ليندلوف.